# آرتور آرنهولد بولیک داولر
آرتور آرنهولد بولیک داولر (انگلیسی: Arthur Dowler؛ ۱۶ ژوئیه ۱۸۹۵ – ۱۴ نوامبر ۱۹۶۳) فرد نظامی اهل بریتانیا بود. وی همچنین برندهٔ جوایزی همچون نشان حمام و نشان امپراتوری بریتانیا شده‌است.